# Víctor Cuevas
Víctor Cuevas Serrano (Arecibo, 6 gennaio 1945) è un ex cestista portoricano.

## Carriera
Con Porto Rico ha disputato i Campionati del mondo del 1967, segnando 8 punti in 5 partite.